# سوبر ماريو 3دي لاند
سوبر ماريو 3دي لاند (بالإنجليزية: Super Mario 3D Land)‏ (باليابانية: スーパーマリオ3Dランド) ، هي لعبة فيديو إلكترونية من نوع منصات، أنتجت سنة 2011م، وتعمل لنظام نينتندو 3دي إس الحصرية.

## وصلات خارجية
- الموقع الرسمي
- سوبر ماريو 3دي لاند على موبي غيمز